# فيلي ميلر (لاعب كرة قدم أمريكية)
فيلي ميلر (بالإنجليزية: Willie Miller) هو لاعب كرة قدم أمريكية أمريكي، ولد في 26 أبريل 1947 في برمنغهام في الولايات المتحدة.

## وصلات خارجية
- فيلي ميلر على موقع مرجع كرة القدم المحترفة.كوم (الإنجليزية)